# ニッセイ情報テクノロジー
ニッセイ情報テクノロジー株式会社（ニッセイじょうほうテクノロジー）は、日本のシステムインテグレーター（ユーザー系）である。

## 概要
1999年7月に設立された。
株主構成は日本生命保険相互会社、大星ビル管理株式会社、星光ビル管理株式会社 、日本アイ・ビー・エム株式会社、ニッセイ・リース株式会社、株式会社日立製作所、株式会社インテック。
一般的にユーザー系のSIerとされ、ニッセイグループで培った実績と技術を発展させた外販営業も行っている。
また、自社ソフトの販売も行っている。

## ソリューション事業
- 保険ソリューション
- 業務改善ソリューション
- 保険販売管理・保険会計ソリューション
- コンサルティング
- 保険関連業務BPR＆BPO
- 年金ソリューション
- 医療・健康・介護ソリューション
- 自治体ソリューション
- 資産運用・管理ソリューション
- セキュリティソリューション
- 内部統制・ERPソリューション
- マイグレーションサービス